# Chronologie de l'invasion de l'Ukraine par la Russie (août 2023)
Pour un article plus général, voir Invasion de l'Ukraine par la Russie.
Cet article fait partie de la chronologie de l'invasion de l'Ukraine par la Russie et présente une chronologie des événements clés de ce conflit durant le mois d'août 2023.
Pour les événements précédents, voir Chronologie de l'invasion de l'Ukraine par la Russie (juillet 2023).
Pour les événements suivants, voir Chronologie de l'invasion de l'Ukraine par la Russie (septembre 2023).

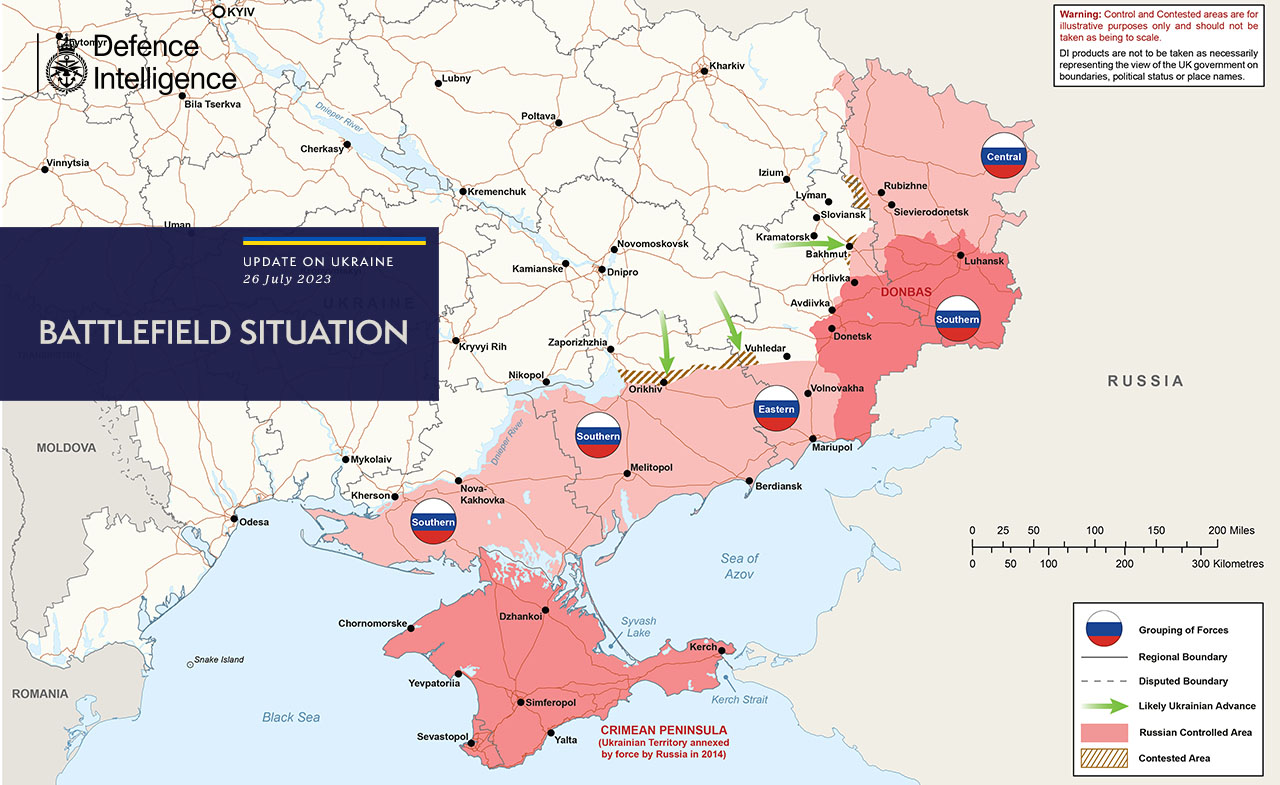
Situation fin juillet 2023

## Chronologie des évènements

### 1eraoût
L'armée russe affirme avoir repoussé une attaque de trois drones navals ukrainiens contre ses patrouilleurs Sergueï-Kotov et Vassili-Bykov en mer Noire, menée par  trois drones navals Magura V5,.
Le renseignement britannique rapporte que : « vers Orikhiv, les forces ukrainiennes combattent un régiment russe très certainement épuisé par le combat et ressentant l'usure d'être impliqué dans d'intenses combats depuis plus de huit semaines. Autour de Velyka Novossilka, le régiment russe, sous pression, est composé de soldats provenant des districts militaires Est et Sud, créant des problèmes de coordination ».
Au moins six navires civils sont entrés dans la mer Noire en direction de ports ukrainiens, malgré les menaces de la Russie.
Deux hélicoptères du Bélarus violent la frontière de l'État polonais près du village frontalier de Białowieża.
Les forces armées ukrainiennes détruisent un des arsenaux de la flotte russe de mer Noire à Sébastopol. L'explosion a été entendue jusqu’à Bakhtchyssaraï, située à 30 kilomètres de là.

### 2 août
Les gouverneurs des régions russes de Koursk et de Belgorod annoncent la création de milices populaires d'autodéfense.
Les Russes attaquent les installations portuaires et l’infrastructure industrielle des ports fluviaux ukrainiens sur le Danube, Reni et Izmaïl, dans la région d'Odessa, frontalière avec la Roumanie.
Selon l'état-major ukrainien des positions russes établies au sud d'Andriïvka (uk) située dans la banlieue de Bakhmout, ont été prises.
Deux patrouilleurs russes ont été visés par une attaque, qui escortaient le navire marchand russe Sparta IV, chargé de transporter du carburant et des fournitures militaires entre la Russie et la Syrie, sont attaqués, sans succès, par des drones navals ukrainiens.

### 3 août
Plombé par l'inflation et la fuite des capitaux le rouble est à son plus bas niveau depuis le début de la guerre.
Selon Dmitri Medvedev plus de 231 000 personnes ont accepté un contrat militaire du 1er janvier au 3 août 2023.
Le secrétaire du conseil de sécurité nationale et de défense ukrainien, Oleksiy Danilov, reconnaît que les services spéciaux de l'Ukraine étaient impliqués dans l'explosion sur le pont de Crimée le 17 juillet 2023.
Les forces russes affirment avoir abattu six drones ukrainiens dans la région de Kalouga.
Une frappe de Himars sur l'île de Djarylhatch aurait tué 200 soldats russes et détruit du matériel,

### 4 août
Selon le ministère de la Défense russe, « des drones navals ont été visuellement détectés et détruits par les tirs d'armes régulières des navires russes protégeant la base navale russe de Novorossiïsk et affirme que 13 drones aériens ukrainiens ont été abattus au-dessus de la Crimée ». Malgré cette affirmation, la vidéo d'un drone maritime indique que le navire de débarquement, Olenegorsky Gornyak (Classe Ropucha), a été endommagé par un véhicule de surface sans pilote Magura V5 (Maritime Autonomous Guard Unmanned Robotic Apparatus V5) et qu'il est remorqué avec une gîte importante à bâbord,,,,.
Par Ordre no 5 des forces navales de l'Ukraine du 4 août 2023, sont déclarées sous menaces militaires les eaux de six ports russes de la mer Noire : Anapa, Novorossiïsk, Guelendjik, Touapsé, Sotchi et Taman.

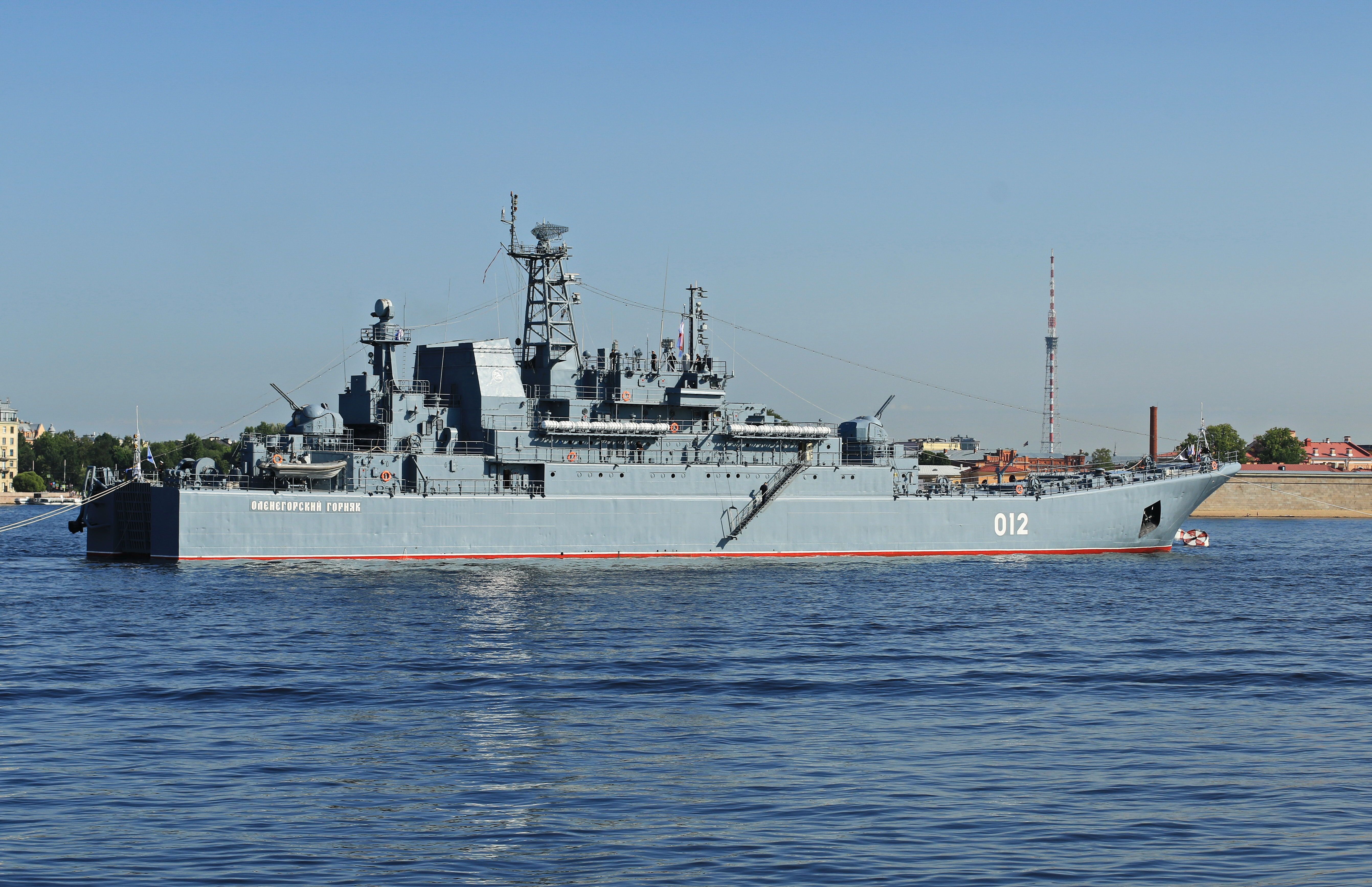
Le navire de débarquement Olenegorsky Gornyak

### 5 août
L'agence de presse officielle russe Tass rapporte qu'un pétrolier russe, le Sig, est endommagé après une attaque ukrainienne avec un drone naval Magura V5, dans le détroit de Kertch, près du pont de Crimée où la circulation a été temporairement bloquée,,. L'explosion a provoqué un trou dans la coque, qui a entraîné l'inondation de la salle des machines et l'arrêt des moteurs. Ce navire est chargé de transporter du carburant et des fournitures militaires entre la Russie et la Syrie.

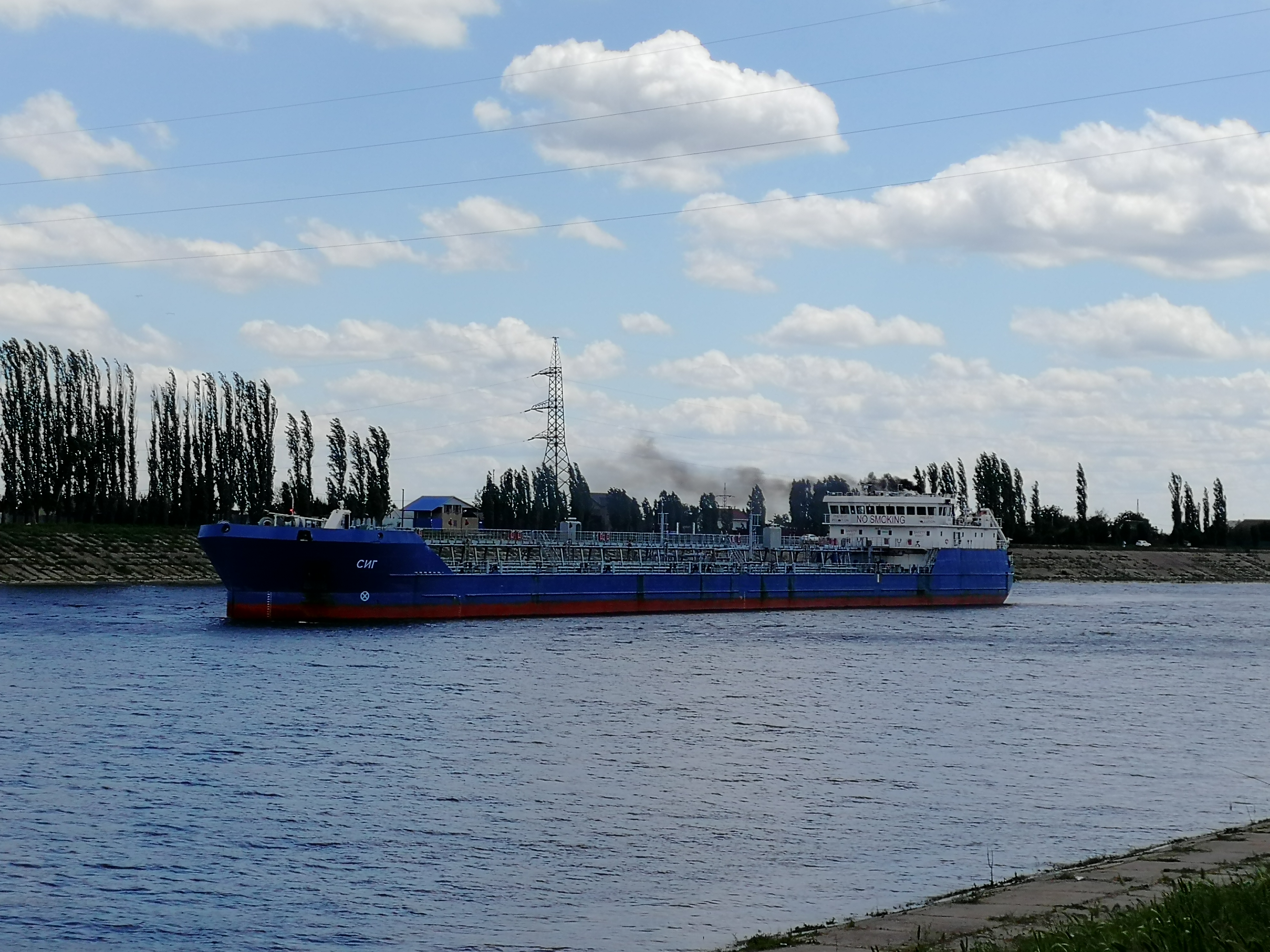
Le pétrolier Sig

| Pertes au 5 août 2023     | Pertes au 5 août 2023                                  | Pertes au 5 août 2023     |
| Russie et alliés (11 533) | Équipements                                            | Ukraine et alliés (4 084) |
| ------------------------- | ------------------------------------------------------ | ------------------------- |
| 2 199                     | Chars                                                  | 601                       |
| 938                       | Véhicules blindés de combat                            | 305                       |
| 2 616                     | Véhicules de combat d'infanterie                       | 680                       |
| 339                       | Véhicules blindés de transport de troupes              | 314                       |
| 46                        | Véhicules blindés de haute protection contre les mines | 135                       |
| 198                       | Véhicules de transport de troupes                      | 346                       |
| 246                       | Postes de commandement et postes de communication      | 16                        |
| 329                       | Véhicules et équipements du génie                      | 74                        |
| 41                        | Systèmes de missiles antichars automoteurs             | 21                        |
| 107                       | Véhicules et équipements de soutien d'artillerie       | 23                        |
| 267                       | Artillerie tractée                                     | 144                       |
| 474                       | Artillerie automotrice                                 | 189                       |
| 251                       | Lance-roquettes multiples                              | 50                        |
| 17                        | Canons antiaériens                                     | 4                         |
| 24                        | Canons antiaériens automoteurs                         | 6                         |
| 141                       | Systèmes de missiles sol-air                           | 118                       |
| 40                        | Radars et équipements de communication                 | 70                        |
| 49                        | Moyens de brouillage radar                             | 4                         |
| 84                        | Aéronefs                                               | 69                        |
| 100                       | Hélicoptères                                           | 32                        |
| 12                        | Drones de combat                                       | 25                        |
| 267                       | Drones de reconnaissance                               | 133                       |
| 6                         | Trains logistiques                                     | -                         |
| 2 737                     | Camions, autres véhicules dont tout-terrain            | 700                       |
| 14                        | Navires de guerre                                      | 26,                       |

### 6 août
Sergueï Aksionov, le gouverneur russe de la péninsule de Crimée, affirme que « certains missiles ukrainiens visant le pont de Tchonhar, ont été abattus par les forces de défense aérienne. La plate-forme du pont routier a été endommagée, les travaux de réparation ont déjà commencé. Il n'y a pas de victimes ».
 Une autre frappe ukrainienne a touché un pont près de la ville Henitchesk, dans la région de Kherson occupée,,.

selon l'ISW la frappe ukrainienne contre le pont de Henitchesk, fait perdre à Moscou l'un de ses précieux accès à l'oblast de Kherson, ajoutant que la Russie va devoir « probablement » reporter sur l'autoroute M17, dans l'ouest de la péninsule, son trafic militaire entre la Crimée et l'oblast de Kherson, qu'elle contrôle et affirme que les trajets seront plus longs et des « embouteillages » devraient apparaitre,.

### 7 août
Une frappe aérienne menée par plusieurs missiles balistiques Iskander-M lancés vers 19 h 15 par les Forces armées russes sur le centre-ville de Pokrovsk dans l'oblast de Donetsk, tue 7 civils et en blesse 88 autres.
La Russie affirme avoir abattu un drone ukrainien dans l'oblast de Kalouga, à moins de 200 kilomètres au sud-ouest de Moscou.
L'armée russe affirme avoir avancé de 3 kilomètres vers Koupiansk

### 8 août
Selon le média Meduza, « la première ligne de défense des occupants russes est percée, et la première ligne est très difficile. Les soldats Ukrainiens sont passés à travers et avancent, mais ce mouvement est ralenti par les champs de mines et le manque d'avions ».
Vitaly Ganchev, chef de l'oblast installé par la Russie assure que « cinq localités ont rejoint les territoires de la région de Kharkiv sous notre contrôle »

### 9 août
Le maire de Moscou, Sergueï Sobianine, affirme qu'« un drone a été abattu dans la zone de Domodedovo, au sud de la capitale, et le second « dans la zone de l'autoroute de Minsk, à l'ouest de Moscou ».
Un hangar de l'usine optomécanique de Serguiev Possad, oblast de Moscou, qui fabrique des viseurs optiques pour l'aviation, des radiogoniomètres thermiques (qui permettent de détecter la direction d'arrivée d’une onde électromagnétique), des viseurs, des stations de détection laser, des dispositifs d'observation, ainsi que des dispositifs de vision nocturne, des jumelles, etc, explose,,.
L'Institute for the Study of War suppose que sept embarcations, contenant chacune six ou sept personnes, auraient débarqué sur la rive est du Dnipro, près du village de Kozachi Lageri (uk), percé les lignes de défense russes et avancé de 800 mètres,.
L'armée ukrainienne revendique l'attaque d'un centre de commandement russe à Nova Kakhovka

### 10 août
Le ministère de la Défense russe indique que : « Dans la direction de Koupiansk, les unités d'assaut des groupes de combats ouest ont, lors d'actions offensives, amélioré leurs positions en première ligne du front ». Les autorités ukrainiennes de l'oblast de Kharkiv annoncent le début de l'évacuation obligatoire de 37 localités dans le raïon de Koupiansk

### 11 août
La Russie lance quatre missiles hypersoniques Kinjal en direction de la oblast d'Ivano-Frankivsk, et un seul a pu être intercepté par la défense antiaérienne ukrainienne.

### 12 août
« Le ministère de la Défense russe affirme avoir mis en échec des tirs de missile S-200 visant le pont de Crimée »,,.

### 13 août
Le ministère de la Défense russe affirme avoir abattu deux drones ukrainiens au-dessus de l'oblast de Belgorod et un autre au-dessus de l'oblast de Koursk.
Le navire de patrouille russe de la mer Noire Vassili Bykov a ouvert « un feu d’avertissement pour arrêter, par la force, le navire marchand paluan Sukra-Okan »

### 14 août
La vice-ministre de la Défense, Hanna Maliar indique que « 3 kilomètres carrés de territoire près de Bakhmout ont été repris et qu'au total, 40 kilomètres carrés ont déjà été libérés sur le flanc sud du secteur de la ville ».
Le rouble poursuit sa chute, en s'échangeant à plus de 100 RUB pour 1 dollar et 110 RUB pour 1 euro,.
Le gouverneur régional (uk)  de l'oblast d'Odessa, Oleh Kiper (uk) indique qu'« un total de quinze drones et huit missiles de croisière de type Kalibr ont visé Odessa, mais les systèmes de défense antiaérienne ont tout détruit ».
Le président ukrainien, Volodymyr Zelensky, rencontre des troupes, sur le front oriental, dans la région de Donetsk.

### 15 août
Le gouverneur russe de l'oblast de Briansk, Alexandre Bogomaz, affirme que « les forces russes ont empêché l'incursion d’un groupe de saboteurs ukrainiens près du village de  Kourkovitchi (ru) dans la région de Briansk ».

### 16 août
L'armée ukrainienne reprend le contrôle du village d'Ourojaïne (uk) (oblast de Donetsk).
Le ministre du Développement des communautés et des territoires ukrainiens, Oleksandr Koubrakov,  annonce que le « porte-conteneurs Joseph-Schulte, battant pavillon de Hong Kong, quitte le port d'Odessa et navigue le long du couloir temporaire établi pour les navires civils ».

### 17 août
Le maire de Moscou, Sergueï Sobianine indique que les débris d'un drone ukrainien abattu par les systèmes de défense aérienne sont tombés dans la zone du Centre Expo
La Russie a dit avoir déjoué une attaque contre les bateaux de la Flotte de la mer Noire avec un bateau sans équipage
Le régiment Azov, qui a été reconstitué, a commencé ses missions de combat dans la zone de la forêt de Serebryanka (uk) dans la région de Donetsk
Après la reprise d'Ourojaïne (uk), raïon de Volnovakha dans l'oblast de Donetsk, les forces ukrainiennes continuent leur progression au sud du village.

### 18 août
Dans la partie occupée de l'oblast de Zaporijjia, une puissante explosion s'est produite dans le bureau du chef de la police d'Enerhodar, faisant plusieurs blessés.
La Russie affirme vendredi avoir détruit des drones ukrainiens à Moscou et en mer Noire

### 19 août
L'armée russe affirme « avoir complètement éliminé environ 150 soldats ukrainiens qui tentaient de franchir le fleuve Dnipro, de prendre pied sur la rive gauche » et indique que « vers 10 heures, heure de Moscou, le régime de Kiev a mené une attaque terroriste à l'aide d’un drone de type hélicoptère sur un aérodrome militaire dans la région de Novgorod ». Cette attaque menée par un « drone de type copter » a détruit un bombardier Tu-22M3 et deux autres appareils sur la base aérienne russe Soltsy-2,,.
Le chef de l'oblast de Tchernihiv, Viacheslav Chaus (uk) indique : « L'ennemi a bombardé le centre de Tchernihiv avec, à priori, un missile balistique », faisant sept morts et 144 blessés,,.

### 20 août
Viatcheslav Gladkov, le gouverneur de la région de Belgorod (ru), affirme que douze drones aériens ont été abattus au-dessus de Belgorod et sa région. Le Président Zelensky est en visite à la Base aérienne de Skrydstrup pour entériner la livraison de F-16 par le Danemark.

### 21 août
D'après la vice-ministre de la Défense Hanna Maliar, les forces ukrainiennes auraient repris en une semaine 3 kilomètres carrés aux troupes russes près de Bakhmout. Le Président Volodymyr Zelensky est en visite à Eindhoven et se voit confirmer la livraison d'avions F-16 par les Pays-Bas,.
La Grèce organise à Athènes un sommet entre l'Ukraine et les États de l'Europe du Sud-Est. Les participants signent une déclaration commune réaffirmant leur « leur soutien indéfectible à l'indépendance de l'Ukraine ».

### 22 août
La Russie commence à transférer des armes nucléaires tactiques en Biélorussie.
Le service de renseignement militaire ukrainien indique que les russes ont commencé à couler des transbordeurs dans le détroit de Kertch afin de protéger le pont de Crimée des attaques navales,.
La vice-ministre de la Défense, Hanna Maliar, annonce que la 47e brigade mécanisée a investi le village de Robotyne,  oblast de Zaporijjia.
La Russie affirme qu'un avion Su-30SM a détruit un navire de reconnaissance des forces armées ukrainiennes

### 23 août
Un avion privé, Embraer Legacy 600, avec dix personnes à son bord s'écrase dans la région de Tver en Russie, ne laissant aucun survivant. Parmi les passagers se trouvent Evgueni Prigojine et Dmitri Outkine,,,. Relais d'influence russe, le groupe Wagner serait devenu une menace pour le Kremlin depuis la mutinerie, qualifiée de trahison par Vladimir Poutine.
Quelques heures avant le crash, le général Sergueï Sourovikine, proche du groupe Wagner, est limogé,.
Le renseignement militaire ukrainien affirme avoir détruit, près d'Olenivka en Crimée, « un puissant système de défense antiaérienne composé d'un lanceur, de missiles et de personnel, portant un coup douloureux au système de défense antiaérienne de l'occupant russe »,,
Viatcheslav Gladkov, le gouverneur de la région de Belgorod (ru), déplore les bombardements répétés du village de Lavy (ru), situé dans le raïon de Valouïki.

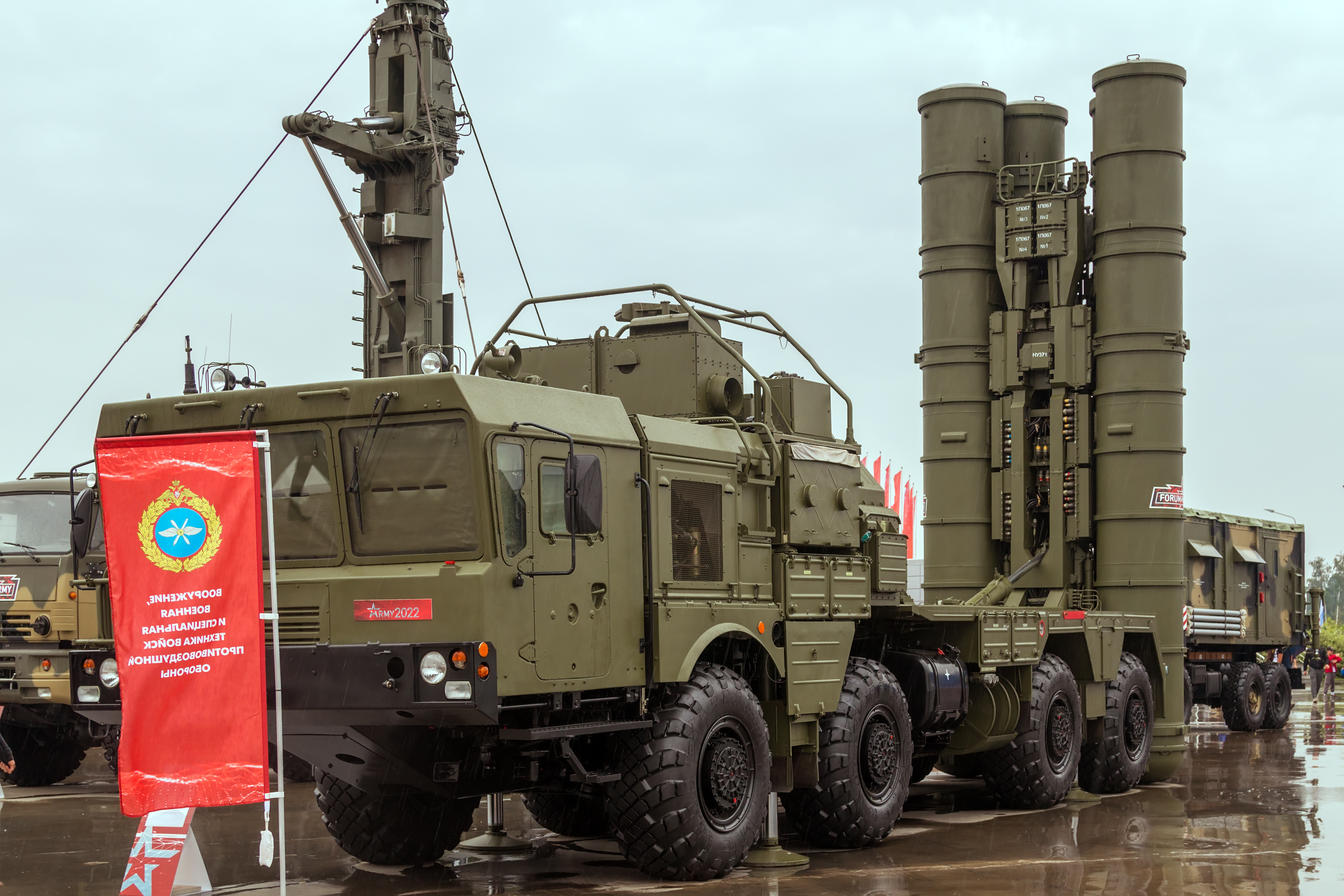
Lanceur S-400 Triumf

### 24 août
Dans la nuit, des unités des forces spéciales ukrainiennes ont débarqué près des villages d'Olenivka et Maïak, situés sur le cap Tarkhankout à l'ouest de la péninsule de Crimée. Après avoir hissé le drapeau ukrainien, pour fêter le Jour de l'Indépendance, détruit des équipements et neutralisé des soldats, le commando est reparti sans avoir subi de pertes,,.

### 25 août
Le ministère de la Défense russe affirme avoir abattu 42 drones ukrainiens en Crimée, un autre missile dans la région de Kalouga
L'Institute for the Study of War (ISW) : « les forces ukrainiennes ont réalisé des gains tactiquement significatifs dans et autour de Robotyne  et s'apprête à lancer des attaques contre la ligne de défense secondaire qui s'étend au sud de Robotyne jusqu'à la périphérie ouest de Verbove ».
Une unité ukrainienne a débarqué pour neutraliser une installation radar à Maïak, proche d'Olenivka du 3e régiment de génie radio : un Nebo-M et un Kasta 2E2.

### 26 août
Un drone ukrainien est abattu par la défense aérienne dans le district de Chebekino, dans la région de Belgorod, et un autre dessus d'Istra, dans l'oblast de Moscou,,.

### 27 août
L'Aéroport de Koursk est attaqué avec les drones Corvo PPDS, en carton, qui ne sont pas détectables par les radars, de la société australienne Sypaq ,,.
Selon l'Armée ukrainienne, les russes auraient amassé 45 000 soldats dans la zone de Koupiansk et 48 000 dans celle de Lyman probablement dans le but de créer une zone tampon autour de l'oblast de Louhansk en avançant vers l'ouest jusqu'à la rivière Oskol.
Situation sur la ligne de front au 27 août 2023

### 28 août
Malgré le blocus russe, le vraquier Primus battant pavillon libérien et appartenant à un opérateur singapourien, a quitté Odessa, et, longeant les côtes de la Roumanie et de la Bulgarie, il fera escale à Istanbul, pour rejoindre le Sénégal,,.
Après des semaines de bataille, l'armée ukrainienne annonce la libération de Robotyne,,.

### 29 août
Evgueni Prigojine, a été enterré dans le cimetière de Porokhovskoïe (ru) à Saint-Pétersbourg, dans le plus grand secret,,.
L'armée ukrainienne affirme que « l'artillerie de la 22e brigade mécanisée ukrainienne a détruit, grâce à des tirs précis du système d'artillerie automotrice 2S1 Gvozdika et par une salve de lance-roquettes BM-21 Grad une grande concentration de soldats Russes » permettant d'avancer en direction de Bakhmout.
Le groupe Atech annonce avoir attaqué un QG à Nova Kakhovka, oblast de Kherson, tuant trois gardes et détruisant des papiers électoraux.

### 30 août
Dans le secteur de Robotyne, les troupes ukrainiennes percent la première ligne défensive principale russe, connue sous le nom de « ligne Sourovikine », en direction de Verbove,.
Le gouverneur de l'oblast de Pskov (ru) Mikhaïl Vedernikov (ru) annonce que l'aérodrome Princesse Olga de Pskov, situé aux environs de la frontière estonienne, a été attaqué par des drones qui auraient endommagé quatre avions-cargos lourds IL-76. D'autres drones ukrainiens auraient été abattus à Moscou ainsi que dans les oblasts de Kalouga, de Riazan, d'Orel et de Briansk, perturbant le trafic aérien des aéroports internationaux Domodedovo, Vnoukovo et Cheremetievo situés à Moscou,. Selon l'Ukraine, cette attaque a été lancée depuis le territoire russe,.
Moscou affirme avoir détruit des bateaux militaires ukrainiens transportant des membres des forces spéciales, et avoir repoussé une attaque de drones au large de la péninsule annexée de Crimée,.

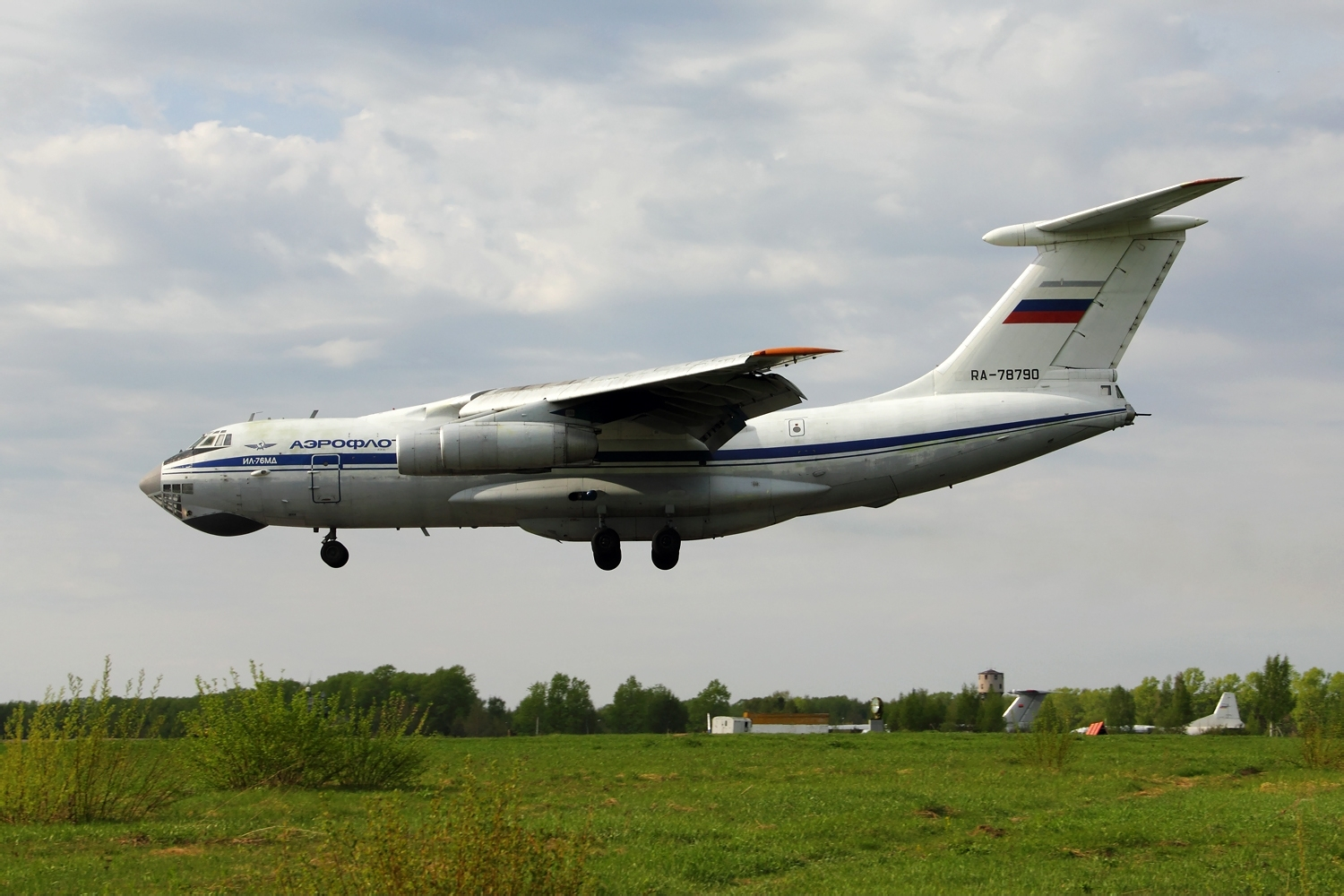
Iliouchine Il-76

### 31 août
Dans l'oblast de Soumy, des bombardements russes ont occasionné 167 explosions sur les villages de Bilopilska (uk), Seredyna-Bouda, Novoslobidska (uk), Poutyvl, Krasnopillia, Khotinska, Esman, Velyka Pyssarivka, Chalyhynska.
Les autorités prorusses des régions d'Ukraine revendiquées l'année dernière par Moscou lancent des élections locales,. L'Ukraine demande aux populations des zones occupées de ne pas participer aux élections régionales
Oblast de Zaporijjia, l'armée Ukrainienne progresse en direction du village de Novoprokopivka, au sud de Robotyne, et pousse en direction de Tokmak et de la mer d'Azov, afin de couper les lignes logistiques russes.

### Septembre 2023
Pour les événements suivants, voir Chronologie de l'invasion de l'Ukraine par la Russie (septembre 2023).